# Edict van Torda

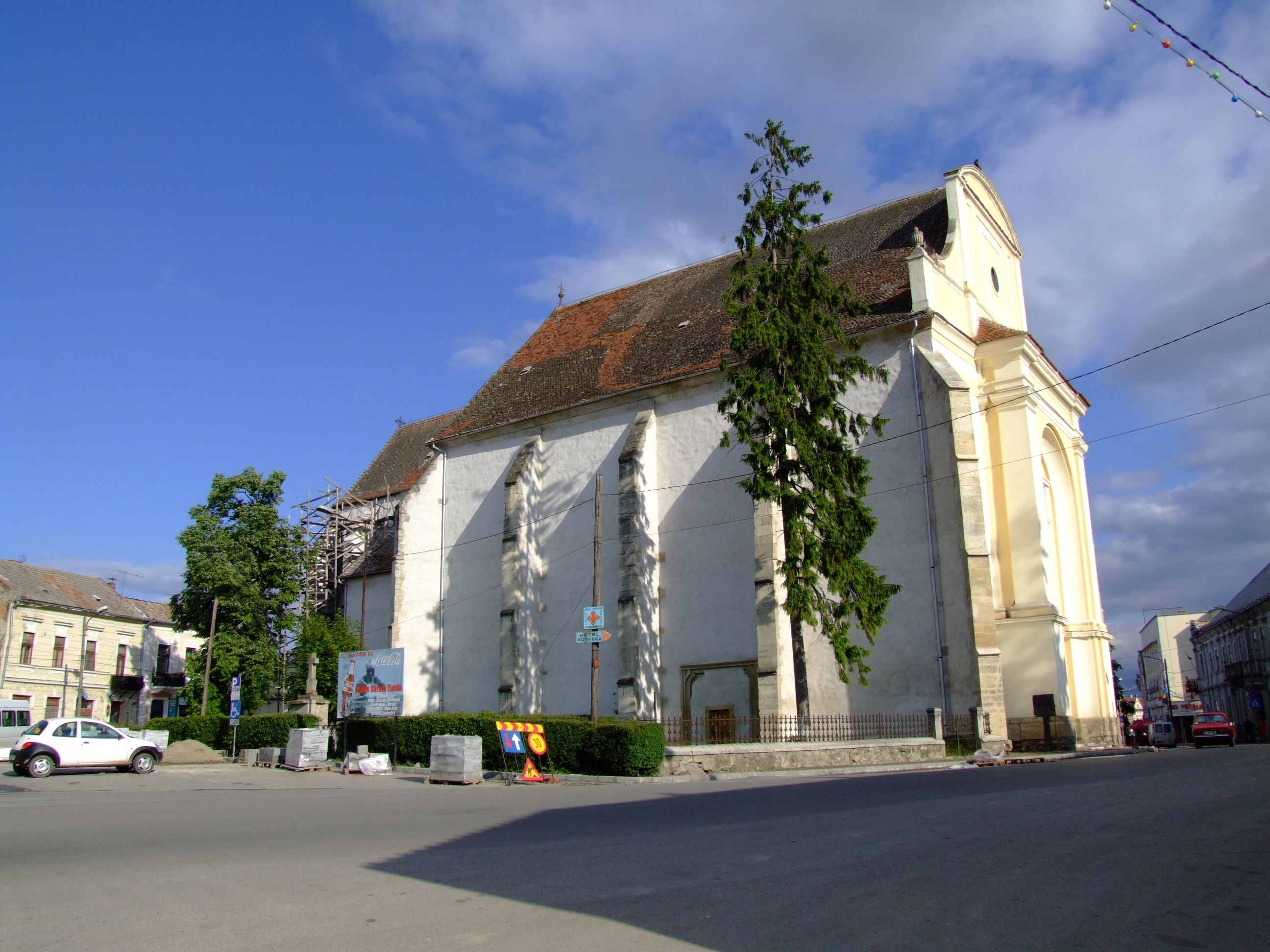
De huidige katholieke kerk in Turda, waar de Zevenburgse Landdag in 1568 verzamelde

Het Edict van Torda (ook wel Edict van Turda) is een edict van tolerantie dat op 13 januari 1568 door de Zevenburgse Landdag en koning Jan II Sigismund werd uitgevaardigd. Het edict is vernoemd naar de Zevenburgse stad Torda (Roemeens: Turda) waar de landdag in januari 1568 verzameld was. Het edict ontstond onder de toonaangevende invloed van de hervormer Ferenc Dávid en is een vroeg voorbeeld van godsdienstvrijheid in het religieus verdeelde Europa van de 16e eeuw.
Met dit edict kreeg het vorstendom Zevenburgen voor de eerste keer een multiconfessionele grondwet, waarin als erkende religies uitdrukkelijk het  lutherse, gereformeerde, katholieke en unitaristische geloof werden genoemd. Volgens het Edict van Torda moesten "predikers op alle plaatsen het evangelie mogen prediken en verkondigen, ieder naar zijn inzicht". Ook het verstoren van andere erediensten werd verboden. Bijzonder aan het edict is bovendien dat het voor de eerste keer een theologische basis geeft voor godsdienstvrijheid: het geloof wordt als een geschenk van God opgevat, dat volgens de Brief van Paulus aan de Romeinen ontstaat door het horen van Gods woord.
Het originele document wordt bewaard in het Brukenthalmuseum in Sibiu. In de katholieke kerk van Turda, waar de Zevenburgse Landdag in 1568 verzamelde, bevindt zich een herdenkingsplaat in het Roemeens, Hongaars en Engels.